# Cucurbita
Genre
Classification APG III (2009)
Cucurbita est un genre de plantes à fleurs de la famille des Cucurbitacées, de la sous-famille des Cucurbitoideae et de la tribu des Cucurbiteae.
Il comprend 18 espèces de plantes grimpantes ou rampantes, toutes originaires d'Amérique, dont 5 sont couramment cultivées dans le monde. C'est un genre d'une assez grande importance économique, il comprend en effet la plupart des espèces cultivées sous le nom de courge.
Le terme cucurbita désignait en latin la gourde, autre cucurbitacée d'origine africaine, connue en Europe depuis l'Antiquité. Cucurbita comme le genre Cucumis (« concombre ») est un terme issu d'un redoublement syllabique renvoyant à une idée de récipient creux et de rotondité, dont l'aire s'étendrait à la fois sur le domaine des langues indo-européennes et sur celui des langues sémitiques.

## Écologie et distribution
Toutes les espèces du genre Cucurbita sont originaires des régions tropicales d'Amérique.
Plusieurs d'entre elles ont été domestiquées très tôt par les peuples amérindiens. Cucurbita pepo n'existe plus à l'état sauvage, mais ses ancêtres sont probablement originaires d'Amérique du Nord. Les trois principales espèces domestiquées (Cucurbita pepo, Cucurbita maxima et Cucurbita moschata) sont désormais cultivées dans tous les continents.

## Caractéristiques générales
Les espèces de Curcubita sont des plantes herbacées annuelles ou pérennes à port rampant ou grimpant, aux tiges munies de vrilles. Les tiges rampantes, plus ou moins coureuses, peuvent atteindre de 3 à 10 mètres de long, et souvent émettent des racines adventives au niveau des nœuds.
Les feuilles sont de grande taille, à nervation palmée, plus ou moins profondément lobées, rudes, souvent hérissées de poils.
Ce sont des plantes monoïques chez lesquelles les fleurs sont mâles (staminées) ou femelles (pistillées). Ces dernières sont facilement reconnaissables à la présence à leur base de l'ovaire (infère) qui a la forme du futur fruit en miniature, alors que les fleurs mâles sont munies d'un pédoncule mince et ont leurs 5 étamines fusionnées de telle sorte que n'en sont plus observables que 3, dont deux à anthère biloculaire et la troisième à anthère uniloculaire.
Les fleurs de type campanulé, jaunes, ont de 6 à 15 cm de diamètre. En général, les fleurs mâles apparaissent plusieurs jours avant les premières fleurs femelles.
Les fruits sont des péponides, grosse baies globuleuses munies d'une cuticule épaisse à maturité, qui contiennent de très nombreuses graines dans une loge unique.

## Liste des espèces
- Cucurbita argyrosperma C. Huber : courge cultivée aux États-Unis sous le nom de Cushaw.
- Cucurbita cordata S. Watson
- Cucurbita cylindrata
- Cucurbita digitata Gray
- Cucurbita ecuadorensis H. C. Cutler & Whitaker
- Cucurbita ficifolia Bouche : courge de Siam
- Cucurbita foetidissima Kunth
- Cucurbita galeottii
- Cucurbita lundelliana L. H. Bailey
- Cucurbita maxima
- Cucurbita maxima subsp. andreana
- Cucurbita maxima subsp. maxima Duchesne : potiron, giraumon, potimarron
- Cucurbita melopepo
- Cucurbita moschata (Duchesne ex Lam.) Duchesne ex Poir. : courge musquée
- Cucurbita okeechobeensis (Small) Bailey
- Cucurbita palmata S. Wats.
- Cucurbita pedatifolia L. H. Bailey
- Cucurbita pepo L. : courge, courgette, courge spaghetti, pâtisson, citrouille
- Cucurbita radicans 	Naudin
- Cucurbita ×scabridifolia (hybride)

## Espèces cultivées
Pour plus de détails, voir l'article Courge